# Mowag Roland
Der Mowag Roland ist ein Radpanzer des schweizerischen Unternehmens Mowag (heute: General Dynamics European Land Systems – Mowag GmbH). Das Fahrzeug wurde 1960 entwickelt, der Prototyp 1963 getestet. Der Roland wurde von 1964 bis 1980 gebaut.

## Ausrüstung und Einsatz
Er wurde für verschiedene Aufgaben konzipiert: Ambulanzfahrzeug, Aufklärer, gepanzerter Truppentransporter, als Räum- und Eingreiffahrzeug bei unfriedlichen Protesten und als Raketenwerfer. Der Fahrer besitzt eine Dachluke, direkt dahinter befindet sich eine drehbare Dachpartie für ein Maschinengewehr (MG) oder ein Turm mit einem schweren MG, das vom Kommandanten bedient wird. Der Motor ist auf der linken Seite im Heck des Fahrzeuges. Auf der rechten Seite des Hecks und auf der linken Seite des Fahrzeuges ist jeweils eine Türe eingebaut. Einige afrikanische Betreiber haben ihre Mowag Roland zusätzlich mit Werfern für zehn ungelenkte Raketen ausgerüstet.
Mowag Roland Fahrzeuge für Polizeieinheiten verfügen meist nicht über eine Bewaffnung, sind aber dafür mit Sirene, Blaulicht, Suchscheinwerfer, Lautsprecher und einem V-förmigen Räumschild ausgestattet. Es wurden über 500 Stück produziert und unter anderem an Argentinien, Bolivien, Chile, Griechenland, Mexiko, Peru und Polizeikorps in der Schweiz geliefert. Im Schweizerischen Militärmuseum Full ist ein Mowag Roland der Kantonspolizei Bern inklusive Räumschild ausgestellt, der bis 1997 im Einsatz war.